# Shen (branche terrestre)
Pour les articles homonymes, voir Shen.
Shen ou Chen (申, pinyin : shēn) est la neuvième branche terrestre du cycle sexagésimal chinois, précédée par wei et suivie par you.
Dans l'astrologie chinoise, shen correspond au signe du singe.  Dans la théorie des cinq éléments, shen est de l'élément métal, et dans la théorie du yin et du yáng, du yáng. En tant que point cardinal, shen représente par rapport au nord une direction de 240° dans le sens des aiguilles d'une montre (direction 8 h).
Le mois du shen correspond au 7e mois du calendrier lunaire chinois et l’heure du shen, ou « heure du singe » à la période allant de 15 à 17 h.

## Combinaisons dans le calendrier sexagésimal
Dans le cycle sexagésimal chinois, la branche terrestre shen peut s'associer avec les tiges célestes ren, jia, bing, wu et geng pour former les combinaisons :
- Renshen
- Jiashen
- Bingshen
- Wushen
- Gengshen